# 비야에르모사 (스페인)

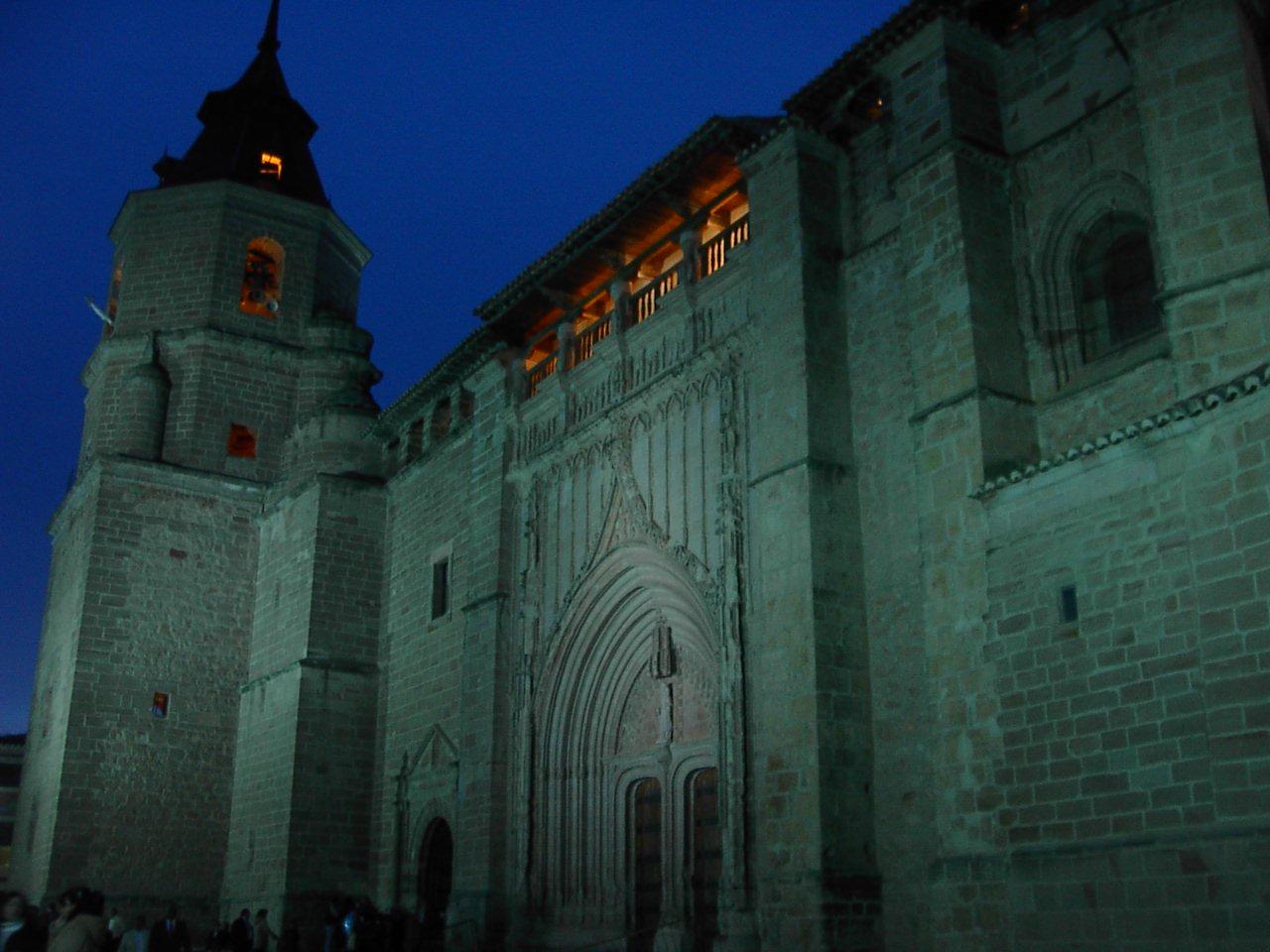
비야에르모사

비야에르모사(스페인어: Villahermosa)는 스페인 카스티야라만차 지방의 시우다드레알 주에 위치한 지방 자치체이다.